# Classici (Oscar Mondadori) dal 101 al 200
|  | I 100 precedenti: Classici (Oscar Mondadori) dall'1 al 100 |

## Dal n. 101 al n. 200
| Numero      | Titolo                                                  | Autore                       |
| ----------- | ------------------------------------------------------- | ---------------------------- |
| 101         | L'uomo della sabbia e altri racconti                    | E.T.A. Hoffmann              |
| 102         | Il fantasma di Canterville e altri racconti             | Oscar Wilde                  |
| 103         | Il conte di Montecristo                                 | Alexandre Dumas              |
| 104         | Vita                                                    | Vittorio Alfieri             |
| 105         | Le guerre in Gallia                                     | Giulio Cesare                |
| 106         | L'adolescente                                           | Fëdor Dostoevskij            |
| 107         | Simposio - Apologia di Socrate - Critone - Fedone       | Platone                      |
| 108         | I demoni                                                | Fëdor Dostoevskij            |
| 109         | I fratelli Karamazov                                    | Fëdor Dostoevskij            |
| 110         | Canti                                                   | Giacomo Leopardi             |
| 111         | Memorie dal sottosuolo                                  | Fëdor Dostoevskij            |
| 112         | Tragedie                                                | Alessandro Manzoni           |
| 113         | Poesie: Sepolcri - Odi - Sonetti                        | Ugo Foscolo                  |
| 114-115-116 | I miserabili                                            | Victor Hugo                  |
| 117-118     | La Commedia umana: Racconti e novelle                   | Honoré de Balzac             |
| 119         | Umiliati e offesi                                       | Fëdor Dostoevskij            |
| 120         | I cosacchi                                              | Lev Tolstoj                  |
| 121         | Tifone - Gioventù                                       | Joseph Conrad                |
| 122         | Candido ovvero l'ottimismo                              | Voltaire                     |
| 123         |                                                         |                              |
| 124         | Operette morali                                         | Giacomo Leopardi             |
| 125         | Filippo - Oreste - Saul - Mirra - Bruto secondo         | Vittorio Alfieri             |
| 126         | Storie                                                  | Polibio                      |
| 127         | Canti                                                   | Catullo                      |
| 128         | Sonata a Kreutzer                                       | Lev Tolstoj                  |
| 129         | Amleto                                                  | William Shakespeare          |
| 130         | Gente di mare: Benito Cereno - Billy Budd - Daniel Orme | Herman Melville              |
| 131         | Metamorfosi                                             | Apuleio                      |
| 132         | Le affinità elettive                                    | Johann Wolfgang von Goethe   |
| 133         | I quaderni di Malte Laurids Brigge                      | Rainer Maria Rilke           |
| 134         | Il marito di Elena                                      | Giovanni Verga               |
| 135         | Daniele Cortis                                          | Antonio Fogazzaro            |
| 136         | Giacinta                                                | Luigi Capuana                |
| 137         | Padri e figli                                           | Ivan Turgenev                |
| 138         | Fosca                                                   | Iginio Ugo Tarchetti         |
| 139         | Bel Ami                                                 | Guy de Maupassant            |
| 140         | Le storie                                               | Erodoto                      |
| 141         | I romanzi della Tavola rotonda                          | a cura di Jacques Boulenger  |
| 142         | Satyricon                                               | Petronio                     |
| 143         | La signora delle camelie                                | Alexandre Dumas              |
| 144         | Racconti neri della scapigliatura                       | a cura di Gilberto Finzi     |
| 145         | I dolori del giovane Werther                            | Johann Wolfgang Goethe       |
| 146         | Decameron                                               | Giovanni Boccaccio           |
| 147         | Riccardo III                                            | William Shakespeare          |
| 148         | La certosa di Parma                                     | Stendhal                     |
| 149         | Le amicizie pericolose                                  | Choderlos de Laclos          |
| 150         | Caratteri                                               | Teofrasto                    |
| 151         | La guerra civile                                        | Giulio Cesare                |
| 152         | La guerra del Peloponneso                               | Tucidide                     |
| 153         | Davide Copperfield                                      | Charles Dickens              |
| 154         | Tutto il teatro                                         | Giovanni Verga               |
| 155         | Anna Karenina                                           | Lev Tolstoj                  |
| 156         | Guerra e pace                                           | Lev Tolstoj                  |
| 157         | Re Lear                                                 | William Shakespeare          |
| 158         | Georgiche                                               | Virgilio                     |
| 159         | Mostellaria - Persa                                     | Plauto                       |
| 160         | Commedie                                                | Menandro                     |
| 161         | Giro di vite                                            | Henry James                  |
| 162         | Pensieri                                                | Marco Aurelio                |
| 163         |                                                         |                              |
| 164         | Edipo re - Edipo a Colono - Antigone                    | Sofocle                      |
| 165         |                                                         |                              |
| 166         | La prateria                                             | James Fenimore Cooper        |
| 167         | I tre moschettieri                                      | Alexandre Dumas              |
| 168         | L'eterno marito                                         | Fëdor Dostoevskij            |
| 169         | Memorie di due giovani spose                            | Honoré de Balzac             |
| 170         | I promessi sposi                                        | Alessandro Manzoni           |
| 171         | Tre racconti                                            | Gustave Flaubert             |
| 172         |                                                         |                              |
| 173         | Cuore di tenebra                                        | Joseph Conrad                |
| 174         | Bucoliche                                               | Virgilio                     |
| 175         | Misura per misura                                       | William Shakespeare          |
| 176         | Le confessioni                                          | Jean-Jacques Rousseau        |
| 177         | Orestea                                                 | Eschilo                      |
| 178         | Caccia di Diana - Filostrato                            | Giovanni Boccaccio           |
| 179         | Pigmalione                                              | George Bernard Shaw          |
| 180         | L'importanza di essere onesto                           | Oscar Wilde                  |
| 181         | De vulgari eloquentia                                   | Dante Alighieri              |
| 182         | Il rosso e il nero                                      | Stendhal                     |
| 183         | Enrico V                                                | William Shakespeare          |
| 184         | Il Milione, scritto in italiano da Maria Bellonci       | Marco Polo                   |
| 185         | Satire                                                  | Decimo Giunio Giovenale      |
| 186         | I viaggi di Gulliver                                    | Jonathan Swift               |
| 187         | L'amore                                                 | Stendhal                     |
| 188         | Medea - Ippolito                                        | Euripide                     |
| 189         | Romeo e Giulietta                                       | William Shakespeare          |
| 190         | La Repubblica                                           | Platone                      |
| 191         | Racconti di Natale                                      | Charles Dickens              |
| 192         | Canzoniere                                              | Lorenzo de' Medici           |
| 193         | Fedra                                                   | Jean Racine                  |
| 194         | Poeti del dolce stil novo                               | a cura di Gianfranco Contini |
| 195         | Cronache italiane                                       | Stendhal                     |
| 196         | La tempesta                                             | William Shakespeare          |
| 197         | Storia della letteratura italiana                       | Francesco De Sanctis         |
| 198         | L'isola di Sachalin                                     | Anton Čechov                 |
| 199         | La città del sole e altri scritti                       | Tommaso Campanella           |
| 200         | Capitani coraggiosi                                     | Rudyard Kipling              |

|  | I 100 successivi: Classici (Oscar Mondadori) dal 201 al 300 |